# Bobsleigh als Jocs Olímpics d'Hivern de 1998
Als Jocs Olímpics d'Hivern de 1998 celebrats a la ciutat de Nagano (Japó) es disputaren dues proves de bobsleigh, ambdues en categoria masculina.
Les proves es realitzaren entre els dies 14 i 15 de febrer la prova de Bobs a 2 i entre el 20 i 21 de febrer de 1998 a les instal·lacions d'Iizuna. Hi participaren un total de 156 corredors de 28 comitès nacionals diferents.

## Resum de medalles

### Bobs a dos
| Prova            | Or | Argent                                                                      | Bronze |
| Bobs a 2 detalls | Itàlia · Itàlia IGünther Huber · Antonio Tartaglia Canadà · Canadà IPierre Lueders · David MacEachern | No es concedí                                                               | Alemanya · Alemanya IChristoph Langen · Markus Zimmermann |
| Bobs a 4 detalls | Alemanya · Alemanya IIChristoph Langen · Markus Zimmermann · Marco Jakobs · Olaf Hampel               | Suïssa · Suïssa IMarcel Rohner · Markus Nüssli · Markus Wasser · Beat Seitz | Regne Unit · Regne Unit ISean Olsson · Dean Ward · Courtney Rumbolt · Paul Attwood França · França IBruno Mingeon · Emanuel Hostache · Eric le Chanony · Max Robert |

## Medaller
| Posició | País       | Or | Argent | Bronze | Total |
| 1       | Alemanya   | 1  | 0      | 1      | 2     |
| 2       | Canadà     | 1  | 0      | 0      | 1     |
| 2       | Itàlia     | 1  | 0      | 0      | 1     |
| 4       | Suïssa     | 0  | 1      | 0      | 1     |
| 5       | França     | 0  | 0      | 1      | 1     |
| 5       | Regne Unit | 0  | 0      | 1      | 1     |
|         |            |    |        |        |       |
| Total   | Total      | 3  | 1      | 3      | 7     |